# Homer's Odyssey
Homer's Odyssey är det tredje avsnittet från den första säsongen av den amerikanska tv-serien The Simpsons. Det sändes i amerikansk tv för första gången 21 januari 1990. I detta avsnitt blir Homer Simpson en kämpe för Springfields invånares säkerhet. Det är också i detta avsnitt som Homer får sitt nya jobb som kärnkraftverkets säkerhetsinspektör, ett jobb han innehaft sedan dess. Det var det första Simpsonsmanuset som färdigställdes, men själva avsnittet blev det tredje att produceras.

## Sammanfattning av avsnittet
Efter att Homer har blivit sparkad från kärnkraftverket på grund av oaktsamhet, blir han istället säkerhetsinspektör. Han ställs sedan inför ett samvetskval när hans före detta chef försöker få tillbaka honom genom en löneförhöjning.

## Handling
Bart Simpsons klass åker på utflykt till Springfields kärnkraftverk, vilket leder till att Homer ställer till med en olycka och får sparken. Han misslyckas med att få tag på ett nytt jobb, och försöker begå självmord, men familjen hindrar honom. I samma stund blir de nästan påkörda av en bil i en vägkorsning, och Homer inser att han inte bara måste skydda sin familj utan hela staden. I Springfields stadshus lyckas Homer få igenom ett krav att det ska sättas upp en stoppskylt i den farliga korsningen. Stärkt av framgången börjar Homer sätta upp fler trafikskyltar som "farthinder" och "signalera före". Han tröttnar dock snart på att bara arbeta för trafiksäkerheten, och försöker istället få Springfields kärnkraftverk nedlagt. Kärnkraftverkets chef, Mr. Burns, blir nervös och erbjuder Homer jobb som säkerhetsinspektör, med en rejäl löneförhöjning. Efter lång tvekan går Homer med på det, och går ut på kärnkraftverkets tak för att berätta nyheten för sin stora supportergrupp som väntar nedanför. Han säger att han inte längre kan arbeta för folkets säkerhet, utan ber dem fortsätta själva medan han tar hand om kärnkraftverket. När folkmassan börjar applådera börjar han hoppa på takkanten, tappar balansen och faller, men människorna fångar upp honom och bär jublande iväg med honom.

## Produktionen
Mr. Burns assistent Waylon Smithers blev av ett misstag animerad som mörkhyad av färgstylisten Gyorgyi Peluce. David Silverman har påstått att Smithers alltid var menad som "Mr. Burns vita smickrare", och att seriens medarbetare tyckte det "skulle vara en dålig idé att ha en mörk underhuggare" så de bytte hudfärg på honom till nästa avsnitt. Det är i detta avsnitt som Homer får jobbet som kärnkraftverkets säkerhetsinspektör, men hans tidigare arbetsuppgifter där är okänt, han kallar dock sig själv för "technical supervisor" (teknisk förman). Han anställdes som en del i "Project Bootstrap", ett påhittat regeringsprogram avsett att få sätta icke utbildade i arbete, genomfört av Fordadministrationen. Blinky, den treögda fisken, glimtar till en kort stund, men skulle få en betydligt större roll i det senare avsnittet "Two Cars in Every Garage and Three Eyes on Every Fish".        

## Debuter
Figurer vilka gör sina första framträdanden i "Homer's Odyssey" är:
- Otto Mann
- Clancy Wiggum
- Blinky the three eyed Fish
- Jasper Beardley
- Sam & Larry (AKA "Barfly #1" och "Barfly #2")
- Mr. & Mrs. Winfield
- Sherri och Terri
- Waylon Smithers (Man kunde höra hans röst vagt i det första avsnittet "Simpsons Roasting on an Open Fire").

## Kulturella referenser
Avsnittets namn kommer från den grekiska eposet Odysséen, skenbarligen skriven av poeten Homeros (se länk för debatten om denna poets existens och identitet). På skolbussen tvingas Bart sjunga "John Henry was a Steel Driving Man" eftersom han var för högljudd.

## Mottagande
Warren Martyn och Adrian Wood, författarna till boken I Can't Believe It's a Bigger and Better Updated Unofficial Simpsons Guide, tyckte att "the story rather fizzles out at the end, but there are many good moments, especially in the power plant". 